# Grönby
Grönby is een plaats in de gemeente Trelleborg in het Zweedse landschap Skåne en de provincie Skåne län. De plaats heeft 131 inwoners (2005) en een oppervlakte van 19 hectare. Grönby wordt voornamelijk omringd door akkers en de stad Trelleborg ligt zo'n vijftien kilometer ten zuidwesten van het dorp. In de plaats staat de kerk Grönby kyrka de oudste delen van deze kerk stammen uit de 12de eeuw.